# All-Star Game de la NBA 1968
El 18º All-Star Game de la NBA de la historia se disputó el día 23 de enero de 1968 en el Madison Square Garden de la ciudad de Nueva York, en la tercera ocasión que se disputaba allí este partido. El equipo de la Conferencia Este estuvo dirigido por Alex Hannum, entrenador de Philadelphia 76ers y el de la Conferencia Oeste por Bill Sharman, de San Francisco Warriors. La victoria correspondió al equipo del Este, por 144-124, siendo elegido MVP del All-Star Game de la NBA el base de los Philadelphia 76ers Hal Greer, que consiguió 21 puntos, 3 rebotes y 3 asistencias en tan solo 17 minutos de juego, con una espectacular serie de 8 de 8 lanzamientos a canasta anotados. Por parte del Oeste destacar la actuación de Jerry West, de Los Angeles Lakers, que consiguió 17 puntos, 6 rebotes y 6 asistencias.

## Estadísticas

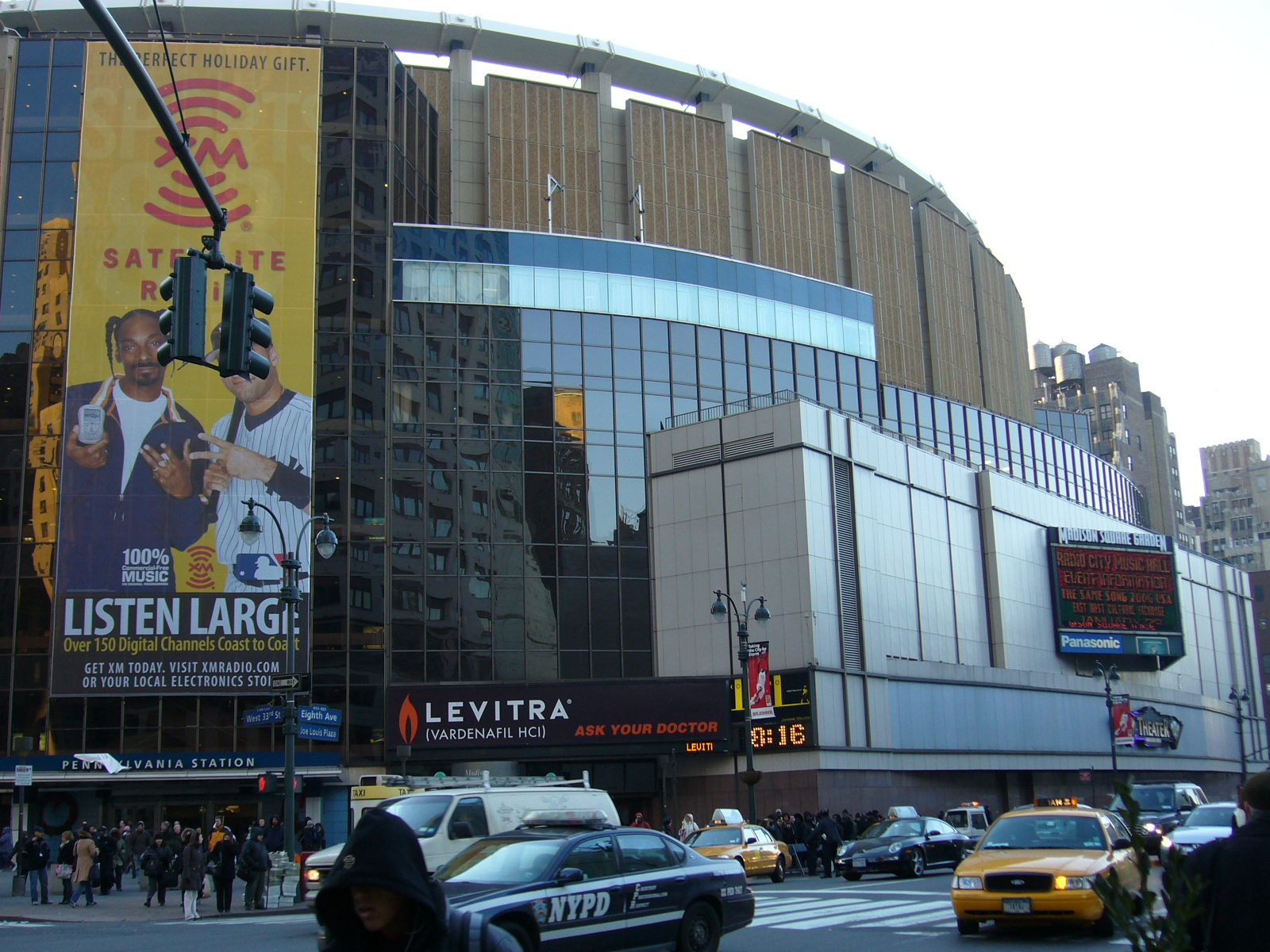
El Madison Square Garden, sede del All Star de 1968.

### Conferencia Oeste
| CONFERENCIA OESTE           |                                        |                                        |                                        |                                        |                                        |                                        |                                        |                                        |
| Jugador, Equipo             | MIN                                    | TCA                                    | TCI                                    | TLA                                    | TLI                                    | REB                                    | AST                                    | PTS                                    |
| Bob Boozer, Chicago         | 19                                     | 2                                      | 5                                      | 0                                      | 0                                      | 5                                      | 0                                      | 4                                      |
| Elgin Baylor, Los Angeles   | 27                                     | 8                                      | 13                                     | 6                                      | 7                                      | 6                                      | 1                                      | 22                                     |
| Zelmo Beaty, St. Louis      | 30                                     | 2                                      | 11                                     | 2                                      | 2                                      | 10                                     | 1                                      | 6                                      |
| Lenny Wilkens, St. Louis    | 22                                     | 4                                      | 10                                     | 6                                      | 8                                      | 3                                      | 3                                      | 14                                     |
| Jerry West, Los Angeles     | 32                                     | 7                                      | 17                                     | 3                                      | 4                                      | 6                                      | 6                                      | 17                                     |
| Bill Bridges, St. Louis     | 21                                     | 7                                      | 9                                      | 1                                      | 4                                      | 7                                      | 1                                      | 15                                     |
| Rudy LaRusso, San Francisco | 19                                     | 3                                      | 8                                      | 0                                      | 2                                      | 7                                      | 0                                      | 6                                      |
| Don Kojis, San Diego        | 10                                     | 2                                      | 5                                      | 0                                      | 0                                      | 2                                      | 1                                      | 4                                      |
| Archie Clark, Los Angeles   | 15                                     | 5                                      | 8                                      | 7                                      | 7                                      | 0                                      | 3                                      | 17                                     |
| Clyde Lee, San Francisco    | 18                                     | 2                                      | 8                                      | 2                                      | 4                                      | 11                                     | 2                                      | 6                                      |
| Walt Hazzard, Seattle       | 20                                     | 4                                      | 12                                     | 1                                      | 1                                      | 3                                      | 3                                      | 9                                      |
| Jim King, San Francisco     | 7                                      | 1                                      | 4                                      | 2                                      | 3                                      | 1                                      | 2                                      | 4                                      |
| Nate Thurmond               | Seleccionado, pero no jugó por lesión. | Seleccionado, pero no jugó por lesión. | Seleccionado, pero no jugó por lesión. | Seleccionado, pero no jugó por lesión. | Seleccionado, pero no jugó por lesión. | Seleccionado, pero no jugó por lesión. | Seleccionado, pero no jugó por lesión. | Seleccionado, pero no jugó por lesión. |
| Totales                     | 240                                    | 47                                     | 110                                    | 30                                     | 42                                     | 61                                     | 23                                     | 124                                    |

MIN: Minutos. TCA: Tiros de campo anotados. TCI: Tiros de campo intentados. TLA: Tiros libres anotados. TLI: Tiros libres intentados. REB: Rebotes. AST: Asistencias. PTS: Puntos

### Conferencia Este
| CONFERENCIA ESTE               |     |     |     |     |     |     |     |     |
| Jugador, Equipo                | MIN | TCA | TCI | TLA | TLI | REB | AST | PTS |
| Jerry Lucas, Cincinnati        | 21  | 6   | 9   | 4   | 4   | 5   | 4   | 16  |
| Willis Reed, New York          | 25  | 7   | 14  | 2   | 3   | 8   | 1   | 16  |
| Wilt Chamberlain, Philadelphia | 25  | 3   | 4   | 1   | 4   | 7   | 6   | 7   |
| Dave Bing, Detroit             | 20  | 4   | 7   | 1   | 1   | 2   | 4   | 9   |
| Oscar Robertson, Cincinnati    | 22  | 7   | 9   | 4   | 7   | 1   | 5   | 18  |
| Dick Barnett, New York         | 22  | 7   | 12  | 1   | 2   | 1   | 0   | 15  |
| Dave DeBusschere, Detroit      | 12  | 0   | 3   | 0   | 0   | 4   | 0   | 0   |
| John Havlicek, Boston          | 22  | 9   | 15  | 8   | 11  | 5   | 4   | 26  |
| Bill Russell, Boston           | 23  | 2   | 4   | 0   | 0   | 9   | 8   | 4   |
| Gus Johnson, Baltimore         | 16  | 3   | 9   | 1   | 2   | 6   | 1   | 7   |
| Sam Jones, Boston              | 15  | 2   | 5   | 1   | 1   | 2   | 4   | 5   |
| Hal Greer, Philadelphia        | 17  | 8   | 8   | 5   | 7   | 3   | 3   | 21  |
| Totales                        | 240 | 58  | 99  | 28  | 42  | 53  | 40  | 144 |

MIN: Minutos. TCA: Tiros de campo anotados. TCI: Tiros de campo intentados. TLA: Tiros libres anotados. TLI: Tiros libres intentados. REB: Rebotes. AST: Asistencias. PTS: Puntos